# Yashmina Shawki
Yashmina Shawki, nacida en Vigo en 1967, es una historiadora, periodista, conferenciante y escritora gallega especializada en Oriente Próximo y, en concreto, en el pueblo kurdo.

## Biografía

### Primeros tiempos
Nacida en Vigo, es hija de madre gallega y padre iraquí, y vivió sus primeros años en Bagdad (Irak), volviendo a Vigo para realizar sus estudios primarios. Con catorce años regresó a Bagdad a cursar a la educación secundaria, regresando a Vigo a causa de la inseguridad del país.
Es licenciada en Derecho (1992) y en Historia Contemporánea (1993) por la Universidad de Santiago de Compostela.

### Periodismo
Comenzó a su actividad como periodista como articulista de opinión en El Correo Gallego en 1996, pasando a Atlántico Diario en 1998, y a La Voz de Galicia en 2001.
Colabora en Radio Voz desde 2004, desde 2010 en el programa Despierta Galicia. Participa regularmente en el programa Galicia por diante de la Radio Galega, así como en la TVG en programas como Foro Aberto, A Chave, ou Volver ao Rego.

## Premios
- Ganadora del X Premio Internacional de Narrativa, Marta de Mont Marçal, 2023, por “El abrazo de la Venganza”.
- Finalista del IX Premio de la Novela por Entregas de la Voz de Galicia, 2009, por “O caldeiro máxico”.
- Finalista del Premio Primavera de Novela, 2009, por “Baghdad a un paso del infierno”.
- Finalista del VIII Premio de la Novela por Entregas de la Voz de Galicia, 2008, por “El misterio del mosteiro de Xuar”.

## Obra
Cuenta con obra tanto en castellano como en gallego.

### Novelas
- El abrazo de la Venganza. (2023, Roca Editorial)
- Baghdad, a un paso del infierno. (2017, Terra Ignota Ediciones)
- Fundación libélula. (2011, Edicións Xerais de Galicia)
- Kurdos, destino libertad. (2007, Ineditor).

### Ensayo
- El despertar árabe, ¿sueño o pesadilla? (2013, USC Editora) ISBN 978-84-1587-607-6.

### Relatos cortos
- Contos ao carón da lareira. (2007, Nova Galicia Edicións).

## Obras colectivas
- “Memorias de la generación X y la Universidad de Vigo”, en Franco García, J.M. y Vázquez López, J.L. (Coord.), Los XXV años de la Asociación de Amigos de la Universidad de Vigo; Consello Social da Universidade de Vigo, 2024, pp. 223-232.
- “El pacifismo, la esperanza”, en Manuel Dios Diz (Coord.), Abajo las Armas. ¿Dónde está el pacifismo? 31 miradas incómodas. Fundación Cultura de Paz, Santiago de Compostela, Editorial Alvarellos, 2023, pp. 205-215.

- “Iraq, crónica de la distorsión colonial”, en n Acosta, F. et al. (eds.), La historia habitada. Sujetos, procesos y retos de la historia contemporánea del siglo XXI. Actas del XV Congreso de la Asociación de Historia Contemporánea, Córdoba, Universidad de Córdoba, 2023, pp. 823-828 https://histagra.usc.es/es/publicacions/708/iraq-cronica-de-la-distorsion-colonial

- "Armenios e kurdos fronte ao novo imperio otomán", en O mundo en Galego. Comprender o global dende aquí, Vigo, IGADI, 2020, p. 54-57.

- “De camino con María Xosé Queizán”, en Forcadela, M. e Noia, C. (Coords), Cara a unha poética feminista. Homenaxe a María Xosé Queizán, Vigo, EDICIÓNS XERAIS DE GALICIA, S.A., 2011.